# Jefferson Baiano
Jefferson Baiano (født 10. maj 1995) er en brasiliansk fodboldspiller, som spiller for den japanske fodboldklub Montedio Yamagata.